# Norfolk Island
Norfolk Island er en vulkanø i den sydlige del af Melanesien mellem New Zealand og Ny Kaledonien i Stillehavet, nordvest for den største Aotearoaø. Øen er en australsk besiddelse og det officielle sprog er engelsk. Hovedstaden på øen hedder Kingston.

## Historie
Øen blev opdaget af kaptajnen James Cook i 1774 på hans andre rejse til det sydlige Stillehavet. Storbritannien anlagde en straffekoloni på øen i 1788, men denne blev lukket igen i 1814, da det var umuligt at gøre øen selvforsynet. Straffekolonien blev åbnet igen i 1825 og lukkede i 1855. Det siges at straffekolonien var så afskrækkende at dødsdømte hellere ville henrettes end blive sendt til Norfolk Island. I 1913 blev den overdraget til Australiens regering som oversøisk territorium.
I november 1976 blev der fremsat et forslag i det australske parlament om anneksion af øen, men to tredjedele af Norfolks befolkning satte sig imod dette skridt. Siden 1979 har øen intern autonomi. I december 1991 afviste øens befolkning atter engang et forslag fra Australiens regering om at inkludere dens indbyggere blandt Australiens føderale vælgermasse.
I august 2002 blev en af øens indbyggere myrdet – det første mord i 150 år. Det australske politi tog derfor fingeraftryk af alle indbyggere og af de 680 turister, der besøgte øen.

## Klima
Klimaet er subtropisk og præget af havet.

## Befolkning
Der bor i alt 2,141 mennesker på den 34,6 km² store ø (juli 2009 estimate). En betydelig del af befolkningen nedstammer fra mytteristerne fra det britiske skib H.M.S. Bounty, som oprindelig bosatte sig på øen Pitcairn i 1789. Herfra flyttede ca. 200 personer til Norfolk i 1856 efter at befolkningspresset på Pitcairn var ved at give problemer. Der findes ingen oplysninger om en oprindelig befolkning før James Cook kom til øen. Størstedelen af befolkningen bekender sig til den protestantiske kirke.

## Politik
Anthony J. Messner har siden august 1997 været administrator og er udpeget af Australiens generalguvernør. Geoffrey Robert Gardner blev i december 2001 valgt til premierminister. Nationalrådet har 9 pladser.